# هانکا بیه‌لیتسکا
هانکا بیه‌لیتسکا (لهستانی: Hanka Bielicka) خواننده و بازیگر اهل لهستان بود. مشهورترین ویژگی هانکا بیه‌لیتسکا صدای خاص او بود، که دوستانش اغلب آن را «زیباترین صدای خش‌دار جهان» می‌نامیدند.
از فیلم‌ها یا مجموعه‌های تلویزیونی که وی در آن‌ها نقش داشته است، می‌توان به ازدواج مصلحتی، موضوعی برای حل و فصل، سرهنگ وُوُدیوفسکی، ترانه‌های ممنوعه و وداع ناممکن اشاره نمود.